# Melanoplus cantralli
Melanoplus cantralli är en insektsart som beskrevs av Dakin Jr. 1966. Melanoplus cantralli ingår i släktet Melanoplus och familjen gräshoppor. Inga underarter finns listade i Catalogue of Life.